# Occupazione di Zor

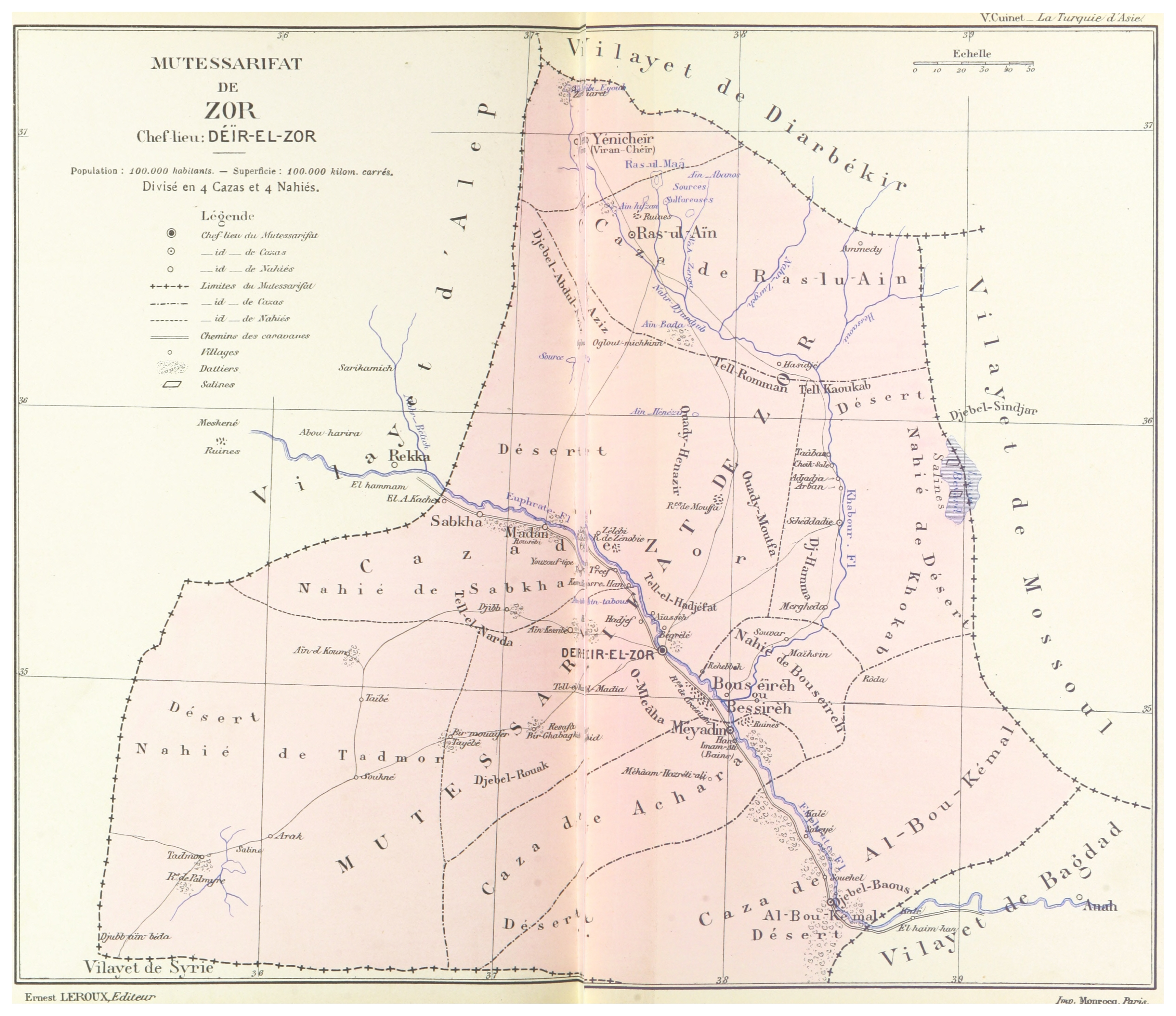
Vilayet di Zor alla fine del XIX secolo

L'occupazione di Zor fu l'occupazione del 1918-1920 dello Sangiaccato di Zor nell'Alta Mesopotamia dopo la prima guerra mondiale da parte dei nazionalisti iracheni che rappresentavano il governo arabo a Damasco guidato dall'emiro Faisal. Contrariamente alle intenzioni dei nazionalisti iracheni, l'occupazione ha fatto sì che la regione diventasse parte del moderno stato siriano.
Il territorio era situato tra l'Amministrazione del territorio nemico occupato (OETA) in Siria a ovest e l'Iraq occupato dai britannici a est.
I governatori dello Zor sotto occupazione erano, nell'ordine: Mar'i Pasha al-Mallah, Ramadan al-Shallash e Mawlud Mukhlis ; gli ultimi due erano membri della gruppo iracheno al-'Ahd.